# Freiheitszug
Als Freiheitszug (tschechisch: Vlak svobody) ging der Personenzug 3717 der Tschechoslowakischen Staatsbahnen (ČSD) in die Geschichte ein. Mit diesem Zug durchbrachen am 11. September 1951 tschechoslowakische Eisenbahner und Regimegegner mit ihren Familien die Grenze zur Bundesrepublik Deutschland.

## Vorgeschichte
Mit dem Februarumsturz hatte am 25. Februar 1948 die Kommunistische Partei (KSČ) die Macht in der Tschechoslowakei (ČSR) übernommen. Dieser bedeutete das faktische Ende der Demokratie und besiegelte die Zugehörigkeit des Landes zur sowjetischen Einflusssphäre. Bald darauf begannen die Kommunisten mit der brutalen Verfolgung ihrer politischen Gegner.
Am 9. September 1951 trafen sich die beiden Eisenbahner Karel Truksa und Jaroslav Konvalinka mit dem Arzt Jaroslav Švec in Františkovy Lázně. Truska war Fahrdienstleiter in Cheb und von November 1949 bis März 1950 im dortigen Gefängnis inhaftiert gewesen, wo er auch gefoltert wurde. Bei seiner vorherigen Dienststelle im grenznahen Aš hatte er den Lokomotivführer Konvalinka kennengelernt und gemeinsam mit ihm Regimegegnern zur Flucht nach Bayern verholfen. Vom führenden Kopf einer im Untergrund agierenden Widerstandsgruppe hatten die drei erfahren, dass Haftbefehle gegen sie erlassen worden waren und ihre Verhaftung auf den 12. September angesetzt war. Zu diesem Zeitpunkt hielten Truksa und Konvalinka je einen Regimegegner versteckt.

## Geschichte
Konvalinka hatte bis dahin erwogen, mit einer einzelnen Lokomotive oder einem Güterzug aus der Tschechoslowakei zu fliehen. Um mehr Menschen die Flucht zu ermöglichen, schlug er stattdessen nun vor, mit einem planmäßigen Personenzug über die Grenze zu fahren. Gewählt wurde der einzige lokomotivbespannte Personenzug von Cheb nach Aš, der Kurswagen von Prag führte. Truksas Ehefrau mit dem sieben Monate alten Sohn stieg bereits in Pilsen zu. Konvalinka tauschte seinen Dienst mit einem Kollegen, um den Zug im Bahnhof Cheb übernehmen zu können.
Švec konnte sich vergewissern, dass die Bahnstrecke Cheb–Oberkotzau im Grenzbereich nicht durch abgestellte Güterwagen blockiert war. Der Zug bestand aus  drei Sitz- und einem Gepäckwagen, die von Prag durchliefen. Konvalinkas Ehefrau, deren zwei Kinder und weitere fluchtwillige Familien stiegen in Cheb in den Zug. Während des Aufenthaltes in Františkovy Lázně manipulierte der Lokomotivführer erstmals die Druckluftbremse. Švec stieg mit seiner Frau und den drei Söhnen in Hazlov zu.
Kurz hinter Hazlov hielt Konvalinka den Zug an, um gemeinsam mit Truksa die Luft aus den Bremsleitungen abzulassen und so die Notbremse vollends unbrauchbar zu machen. Der Zug konnte fortan nur noch mit den Handbremsen in den Wagen oder durch die direkte Lokomotivbremse zum Halten gebracht werden. Im letzten Wagen wachte der mit einer Pistole bewaffnete junge Widerstandskämpfer Karel Ruml darüber, dass niemand die Handbremse betätigen konnte. Švec und ein weiterer Fluchtwilliger übernahmen diese Aufgabe in den beiden anderen Reisezugwagen.
Wie üblich reduzierte der Lokführer vor der Einfahrt in den Bahnhof Aš die Geschwindigkeit. Truksa, der auf der Dampflokomotive mitfuhr, zwang den Heizer Josef Kalabza mit vorgehaltener Pistole, sich auf den Boden zu legen. Im Bahnhof beschleunigte Konvalinka den Zug – vorbei am überraschten, wild gestikulierenden Fahrdienstleiter. Der Zug verließ den Bahnhof in Richtung der knapp zwei Kilometer entfernten Grenze. Diese war zu jener Zeit bereits mit Wachtürmen und Zäunen befestigt. Auf beiden Seiten des Gleises standen tschechoslowakische Grenzsoldaten, die auch auf den Zug schossen.
Beim ersten besetzen Schrankenposten in Deutschland bei Wildenau brachte Konvalinka den Zug zum Stehen. Samt Zugpersonal befanden sich nun insgesamt rund 120 tschechoslowakische Bürger in Bayern, darunter 18 erwachsene Flüchtlinge mit zwei Jugendlichen und sieben Kindern. Hinzu kamen etwa 90 Personen, die zuvor keine Ahnung von der akribisch eingefädelten Flucht gehabt hatten. Einige uniformierte Angehörige der tschechoslowakischen Sicherheitskräfte, die ebenfalls im Zug gewesen waren, rannten sofort zur Grenze zurück.
Knapp eine Stunde später setzte der Zug seine Fahrt nach Selb-Plößberg fort. Der deutsche Bahnhofsvorsteher Max Schmauß fuhr nun im Führerstand der Lokomotive mit. Er kannte seinen Berufskollegen Truksa, da er vor der Vertreibung der Deutschen aus der Tschechoslowakei als Fahrdienstleiter in Aš gearbeitet hatte.
Die Nachricht über die gelungene Flucht verbreitete sich im Raum Selb in Windeseile; bald umringten zahlreiche Schaulustige die Dampflokomotive 365.011 mit dem roten Stern an der Rauchkammertür. Wenig später erreichten mehrere Jeeps mit Polizisten der Bayerischen Grenzpolizei sowie Angehörigen der US-amerikanischen Besatzungsmacht den Zug. Sie teilten dessen Fahrgäste und Personal in zwei Gruppen ein. Die Rückkehrwilligen mussten zunächst im Zug bleiben und wurden tags darauf mit Lastkraftwagen zum Truppenübungsplatz Grafenwöhr gebracht. Nach ihrer Registrierung und Befragung durch amerikanische Offiziere wurden 77 Personen am 13. September mit Bussen an die Staatsgrenze gefahren und bei Aš den tschechoslowakischen Behörden übergeben. Die Flüchtlinge wurden, bis die Formalitäten für die Ausreise in die USA, Kanada oder Großbritannien erledigt waren, in Lagern untergebracht. Der Zug stand noch mehrere Wochen lang – von amerikanischen Soldaten bewacht – im Bahnhof Selb-Plößberg, bis er den ČSD zurückgegeben wurde.

## Mediale Rezeption
Im Westen löste die spektakuläre Flucht ein enormes mediales Echo aus. Die tschechoslowakischen Medien berichteten hingegen erst nach einigen Tagen über den Vorfall, der sich angesichts der internationalen Berichterstattung nicht verschweigen ließ. Man behauptete, bewaffnete amerikanische Agenten und Terroristen hätten einen Zug geraubt und mit diesem Gangsterstück einen Angriff auf die Souveränität des Landes und die Freiheit seiner Bürger verübt.